# Volley Saturnus Michelbeke
Volley Saturnus Michelbeke (2000-2018 med namnet Richa Michelbeke) är en volleybollklubb i Michelbeke, Belgien. Klubben började sin aktivitet 1966, men registrerades formellt 1967. Dess förste ordförande var ortens borgmästare Herman De Croo. De första åren spelade klubben utomhus, det dröjde till 1978 tills laget fick tillgång till en hall. Ett damlag hade bildats 1973. Både dam- och herrlaget vandrade sakta upp genom seriesystemet. Båda lagen spelade åren kring millennieskiftet i näst högsta serien. Damlaget gick upp i Liga A och då det inte var ekonomiskt möjligt att driva två lag på elitnivå lades herrlaget ner 2005. Damlaget har nått final i belgiska cupen två gånger (2013/2014 och 2018/2019).